# ران مک‌گاونی
ران مکگاونی (به انگلیسی: Ron McGovney) (زادهٔ ۲ نوامبر ۱۹۶۳) نوازندهٔ گیتار بیس اهل آمریکا است که بیشتر به عنوان اولین باسیست متالیکا شناخته می‌شود.او پیش‌تر به همراه جیمز هتفیلد در سال ۱۹۸۱، در یک گروه به اسم Leather Charm به اجراهای زنده می‌پرداخت و در اجراهای اولیه از متالیکا نیز حضور داشت.